# PGC 1841
LEDA/PGC 1841 ist eine Balken-Spiralgalaxie mit aktivem Galaxienkern vom Hubble-Typ SBb im Sternbild Walfisch südlich der Ekliptik. Sie ist schätzungsweise 159 Millionen Lichtjahre von der Milchstraße entfernt. Gemeinsam mit LEDA 1837 bildet sie das Galaxienpaar Holm 10.